# Enterprise NCC-1701
USS Enterprise (NCC-1701) – fikcyjny statek kosmiczny z uniwersum Star Treka, występujący w serialu Star Trek: Seria oryginalna oraz filmach kinowych Star Trek: The Motion Picture, Star Trek II: Gniew Khana i Star Trek III: W poszukiwaniu Spocka.
USS Enterprise (oznaczenie taktyczne NCC-1701) – ciężki krążownik Gwiezdnej Floty Zjednoczonej Federacji Planet z XXIII wieku. Był to drugi (po Enterprise NX-01) okręt UFP noszący nazwę Enterprise. Krążownik Enterprise był prawdopodobnie najbardziej aktywnym okrętem Gwiezdnej Floty w latach 2245 – 2285, służąc na obszarze niemal całej Federacji. Wykonał szereg misji naukowych i odkrywczych; dzięki niemu i jego załodze dokonano kilkunastu pierwszych kontaktów z nieznanymi wcześniej rasami.

## Historia

### Początki
Jest to drugi okręt Zjednoczonej Federacji Planet noszący nazwę Enterprise. Został on ukończony w 2245 roku. Pierwszym dowódcą był kapitan Robert April, następnie kapitan Chritopher Pike, jednak prawdziwą sławę zyskał pod dowództwem kapitana Jamesa T. Kirka. Kirk dowodzenie Enterprise przejął w 2265 roku, wyruszając w czwartą z historii okrętu pięcioletnią misję badawczą.
Pierwszym oficerem na Enterprise był Wolkan Spock, głównym oficerem medycznym doktor Leonard H. McCoy, a głównym mechanikiem Montgomery Scott. Oprócz tego w skład załogi wchodzili m.in. sternik Hikaru Sulu, nawigator Pavel Chekov i oficer komunikacyjny Uhura.

### „Pięcioletnia misja...”
Pod dowództwem kapitana Kirka Enterprise przetrwał wiele niebezpiecznych sytuacji, włączając w to starcie z Romulanami, wiele potyczek z Klingonami, mobilnymi platformami bojowymi zdolnymi do zniszczenia całych układów gwiezdnych, a także spotkania z przedstawicielami potężnych ras zdolnych w mgnieniu oka zniszczyć cały okręt wraz z załogą. Kirk niejednokrotnie musiał walczyć o utrzymanie kontroli nad Enterprise, jednak dzięki swoim zdolnościom i pomocy załogi wychodził zwycięsko z opresji.

### Modernizacja
Paradoksalnie, sukces Kirka doprowadził do jego porażki, bowiem po ukończeniu pięcioletniej misji badawczej został on w uznaniu swoich zasług awansowany do stopnia admirała, co zmusiło go do rozstania ze swoim ukochanym okrętem, zaś sam Enterprise został mu odebrany i poddany intensywnej modernizacji trwającej półtora roku.
W jej trakcie:
- całkowicie usunięto zewnętrzny pancerz zarówno ze spodka, jak i kadłuba,
- goły szkielet rozbudowano o nowe pomieszczenia zwiększając jego kubaturę,
- zdemontowano i zbudowano na nowo pierwsze trzy górne pokłady spodka (włączając w to mostek),
- zdemontowano starą dyszę deflektora, zastępując ją nowszym typem,
- kadłub i spodek zostały ponownie połączone nową szyją, na której zamontowano nowy typ wyrzutni torped fotonowych,
- zamontowano nowy typ zarówno silników impulsowych, jak i gondole napędu Warp,
- na koniec całość została ponownie obleczona w nowy pancerz, który nadał Enterprise atrakcyjny perłowy kolor.

Modernizację nadzorował kapitan Wiliiam Decker, który pierwotnie miał objąć dowodzenie nad okrętem po jej zakończeniu.

### V’Ger
Kilka dni przed spodziewanym oddaniem Enterprise do służby do Ziemi zaczęło zbliżać się niezwykłe zjawisko – potężna chmura o średnicy większej od planety. Enterprise został pośpiesznie wysłany naprzeciw, aby ocenić zagrożenie jakie stwarzała oraz aby w miarę możliwości mu zapobiec. Na czas tej misji dowodzenie nad Enterprise ponownie objął admirał Kirk.
Jak się okazało, we wnętrzu chmury kryła się inteligencja określająca siebie mianem V’Ger, która dążyła prosto do Ziemi, by połączyć się w jedność ze swoim „Kreatorem”. Kirkowi udało się porozumieć z V’Gerem i zapobiec zniszczeniu Ziemi, dlatego też Dowództwo Gwiezdnej Floty zezwoliło mu na ponowne objęcie dowodzenia nad Enterprise. Kapitan Decker po zakończeniu tej misji został uznany za zaginionego (Star Trek: The Motion Picture).

### Okręt treningowy
Po zakończeniu kolejnej misji treningowej Enterprise został wycofany z czynnej służby, natomiast admirał Kirk powrócił za biurko. Enterprise służył jako okręt treningowy pod dowództwem Spocka przez ponad dekadę, dopóki nowy kryzys nie zjednoczył na nowo kapitana i jego okrętu. W czasie rutynowego rejsu Enterprise odebrał tajemniczy przekaz od znajomej Kirka, doktor Carol Marcus, chcącej dowiedzieć się, dlaczego Gwiezdna Flota chce jej odebrać jej projekt. Admirał Kirk, który przebywał na Enterprise w charakterze obserwatora, został w sytuacji kryzysu poproszony przez kapitana Spocka o przejęcie dowodzenia.

### Gniew Khana
Dr. Marcus pracowała nad Projektem Genesis, dzięki któremu za pomocą specjalnej matrycy można było w krótkim czasie przetworzyć martwe planety, zamieniając je w żywe, pokryte zielenią światy. Niestety, jak zauważył doktor McCoy, torpeda Genesis użyta wobec świata zaludnionego zabiłaby i zniszczyła pierwotną populację w procesie terraformingu. W niewłaściwych rękach projekt Genesis mógłby stać się potężną bronią, toteż Kirk jak najszybciej wyruszył w drogę wiedząc doskonale, że Gwiezdna Flota nie zamierza ani przejąć projektu ani użyć go jako broni.
Postacią pragnącą zdobyć dostęp do projektu był Khan Noonien Singh, stary wróg Kirka, który przejął kontrolę nad okrętem USS Reliant by za jego pomocą zdobyć torpedę Genesis. Reliant podstępnie zaatakował Enterprise, ciężko uszkadzając go i pozbawiając głównej mocy. Ciężko uszkodzony Enterprise zdołał jednak zgubić Relianta. Ostatecznie oba okręty starły się ponownie w mgławicy Mutara, której właściwości wyrównały szansy tego pojedynku, pozbawiając obu oponentów osłon oraz ograniczając możliwości ich sensorów. Kirk za poradą Spocka wykorzystał słabość Khana przeciwko niemu i Enterprise zdołał zaatakować Relianta od tyłu i uszkodzić go trafieniami torped fotonowych. W ostatniej próbie zabicia Kirka Khan uruchomił torpedę Genesis, jednak Enterprise zdołał wydostać się z zasięgu jej detonacji zanim wybuchła, formując z Relianta i mgławicy nową planetę nazwaną Genesis.
Zwycięstwo to jednak nie obyło się bez strat – zginęło wielu kadetów stanowiących załogę okrętu, jak również sam kapitan Spock, który poświęcił swoje życie by uruchomić napęd Warp. Jego ciało zostało wystrzelone w obudowie torpedy fotonowej i spoczęło na powierzchni planety Genesis (opowiada o tym film Star Trek II: Gniew Khana).

### „Enterprise jest za stary”
Ciężko uszkodzony Enterprise powrócił na Ziemię. Ze względu na fakt, iż od ostatniej modernizacji okrętu minęło już ponad 20 lat, admiralicja zdecydowała o zezłomowaniu Enterprise, również ze względu na wejście do służby okrętów szybszych, większych i lepiej uzbrojonych (np: USS Excelsior).
Ze względu na pojawienie się szansy na przywrócenie do życia Spocka, Kirk zdecydował udać się na Genesis wbrew Dowództwu Gwiezdnej Floty. W tym celu z pomocą swoich oficerów ukradł Enterprise.

### Ostatnia misja
Po dotarciu do Genesis załoga Enterprise odkryła na jego orbicie klingoński okręt – tzw. Drapieżny Ptak. Enterprise zaatakował Drapieżnego Ptaka, zanim ten zdążył wyłączyć kamuflaż maskujący; atak ten zniszczył jednak jednocześnie systemy niezbędne do kierowania statkiem, pozostawiając okręt na łasce Klingonów. Admirał Kirk uruchomił system samozniszczenia statku, przesyłając się równocześnie na planetę wraz ze swoją załogą za pomocą transportera. Minutę później Enterprise eksplodował, a jego szczątki spłonęły w atmosferze planety.

## Modele okrętu

### Star Trek: Seria oryginalna
Enterprise został zaprojektowany przez Waltera Matta Jefferiesa na potrzeby serialu Star Trek. Sam model (właściwie dwa modele – jeden o długości 3 stóp (91,4 cm), a drugi o długości 11 stóp i dwóch cali (3,4 m)) został zbudowany przez Richarda Datina na potrzeby odcinka pilotażowego „Klatka” („The Cage”). Na potrzeby drugiego odcinka pilotażowego, „Tam gdzie nie dotarł żaden człowiek” („Where No Man Has Gone Before”), oba modele zostały lekko przebudowane, a większy z nich został wyposażony w oświetlenie. W późniejszych odcinkach duży model wystąpił po kolejnej przeróbce polegającej na upiększeniu przezroczystych kopuł na przodzie gondoli Warp (tzw. kolektorów Bussarda). W takiej formie oba modele występowały przez trzy sezony serialu Star Trek: Seria oryginalna.

### Filmy kinowe
Po wzroście popularności serialu rozpoczęto przygotowania do kręcenia nowych przygód kapitana Kirka (Star Trek: Faza Druga). Na potrzeby tego serialu zdecydowano się zbudować nowy, lepszy model Enterprise mający odzwierciedlać modernizacją okrętu. Ostatecznie z serialu zrezygnowano, postanawiając nakręcić w jego miejsce pełnometrażowy film kinowy. Wynikł stąd problem – nowy model Enterprise mając jedynie 7 stóp (2,12 m) długości został uznany za zbyt mały, by móc się przekonująco prezentować na dużym ekranie, jednak ostatecznie został użyty w filmie po odpowiednim upiększeniu.
Ten właśnie model jest powszechnie uznawany za arcydzieło sztuki modelarskiej – pomimo swoich małych jak na realia filmowe rozmiarów został on tak drobiazgowo wykończony, że kamery mogły filmować detale z odległości zaledwie 3 milimetrów z pełnym zachowaniem iluzji. Model dodatkowo upiększało wspaniałe wykończenie powierzchni, z poszczególnymi panelami kadłuba pomalowanymi areografem farbami o różnym połysku, co dawało wspaniały efekt końcowy podczas zmian oświetleń modelu podczas ruchu.
Na potrzeby drugiego filmu kinowego model został przemalowany – ekipa Industrial Light & Magic zajmująca się w tym filmie efektami specjalnymi odkryła, że stosowana przez nich metoda filmowania modelu na błękitnym tle tworzyła niepożądane odbicia na powierzchni modelu. Dodatkowo jeszcze scenariusz wymagał domalowania „uszkodzeń” na powierzchni kadłuba (ujęcia pirotechniczne zostały nakręcone za pomocą częściowego modelu w większej skali).
W trzecim filmie kinowym model Enterprise pojawił się bez większych zmian, a ILM wysadziło mniejszy, specjalnie na tę okazję wybudowany model.
W czwartym filmie kinowym model zadebiutował w roli nowego Enterprise i w tej roli występował przez następne dwa filmy.

## Załoga
- Kapitan Christopher Pike (były)
- Kapitan James T. Kirk
- Pierwszy Oficer Spock (wcześniej pierwszy oficer naukowy)
- Dr. M,benga (lekarz)
- Dr. McCoy (lekarz później)